# Vítor Santos
Pour les articles homonymes, voir Vítor Santos (football) et Santos (homonymie).
Vítor Manuel Teixeira Santos, né le 11 janvier 1986, est un coureur cycliste portugais spécialiste du cyclo-cross.

## Palmarès en cyclo-cross
- 2013
  -  Champion du Portugal de cyclo-cross
  - Cyclo-cross de Loulé
  - 2e du cyclo-cross de Fermentões
- 2014
  -  Champion du Portugal de cyclo-cross
- 2016
  -  Champion du Portugal de cyclo-cross
- 2018
  - 2e du championnat du Portugal de cyclo-cross
- 2020
  - 2e du championnat du Portugal de cyclo-cross
- 2020-2021
  - 2e du championnat du Portugal de cyclo-cross
- 2021-2022
  - 3e du championnat du Portugal de cyclo-cross

## Palmarès en VTT
- 2013
  - 3e du championnat du Portugal de cross-country